# Samenstelling Belgische Senaat 2024-2029
De lijst van leden van de Belgische Senaat van 2024 tot 2029.
De Senaat telt in principe 50 deelstaatsenatoren (29 Nederlandstaligen, 20 Franstaligen en 1 Duitstalige) en 10 gecoöpteerde senatoren (6 Nederlandstalige en 4 Franstalige). 
De legislatuur ging van start op 18 juli 2024. De openingszitting van de Senaat werd voorgezeten door Jean-Paul Wahl (MR), het oudste lid in jaren, die in deze taak werd bijgestaan door de jongste senatoren, Liesa Scholzen (ProDG) en Nawal Maghroud (Vooruit), die optraden als secretaris. 

## Samenstelling
De samenstelling is als volgt:
- 29 senatoren aangewezen door het Vlaams Parlement uit het Vlaams Parlement of uit de Nederlandse taalgroep van het Brussels Hoofdstedelijk Parlement
- 10 senatoren aangewezen door en uit het Parlement van de Franse Gemeenschap (die zelf is samengesteld uit alle leden van het Waals Parlement en enkele leden van de Franse taalgroep van het Brussels Hoofdstedelijk Parlement)
- 8 senatoren aangewezen door en uit het Waals Parlement
- 2 senatoren aangewezen door en uit de Franse taalgroep van het Brussels Hoofdstedelijk Parlement
- 1 senator aangewezen door en uit het Parlement van de Duitstalige Gemeenschap
- 6 senatoren, gecoöpteerd door de 29 Nederlandstalige senatoren (verdeeld op basis van de verkiezingsuitslag van de Kamer van volksvertegenwoordigers)
- 4 senatoren, gecoöpteerd door de 20 Franstalige senatoren (idem)

In totaal zal de Senaat in principe 60 senatoren tellen: 35 Nederlandstaligen, 24 Franstaligen en 1 Duitstalige.

## Fracties
Met uitzondering van de Duitstalige deelstaatsenator (verkozen door het Parlement van de Duitstalige Gemeenschap) worden de senaatszetels over de partijen verdeeld op basis van de verkiezingsuitslagen voor de deelstaatparlementen (voor de deelstaatsenatoren) en voor de Kamer (voor de gecoöpteerde senatoren). Bij de start van de legislatuur is de verdeling over de partijen als volgt:
| Fractie | Fractie       | Deelstaatsenatoren | Gecoöpteerd | Totaal |
| ------- | ------------- | ------------------ | ----------- | ------ |
|         | N-VA          | 8                  | 2           | 10     |
|         | MR            | 8                  | 1           | 9      |
|         | Vlaams Belang | 7                  | 1           | 8      |
|         | PS            | 5                  | 1           | 6      |
|         | PVDA-PTB      | 5                  | 1           | 6      |
|         | Les Engagés   | 4                  | 1           | 5      |
|         | CD&V          | 4                  | 1           | 5      |
|         | Vooruit       | 4                  | 0*          | 4      |
|         | Open Vld      | 2                  | 1           | 3      |
|         | Ecolo-Groen   | 3                  | 0           | 3      |

- De partij Vooruit heeft besloten om haar zetel van gecoöpteerd senator, waar ze recht op had, niet in te vullen, omdat de partij voorstander is van de afschaffing van de Senaat.[3] Hierdoor zullen er slechts 59 senatoren in totaal zijn.

## Lijst van de senatoren
| Senator                 | Partij        | Taalgroep  | Aanduiding | Opmerkingen |
| ----------------------- | ------------- | ---------- | --- | --- |
| An Capoen               | N-VA          | Nederlands | Gecoöpteerd | Voorzitter van de commissie Transversale Aangelegenheden - Gemeenschapsbevoegdheden - Gelijke kansen voor mannen en vrouwen. |
| Allessia Claes          | N-VA          | Nederlands | Gecoöpteerd | Vervangt vanaf 29 november 2024 Gilles Verstraeten, die toetreedt tot het Brussels Hoofdstedelijk Parlement. Verstraeten was Bureaulid tot aan zijn ontslag als senator op 4 oktober 2024.                                                       |
| Arnout Coel             | N-VA          | Nederlands | Door en uit het Vlaams Parlement                                                                               | |
| Manu Diericx            | N-VA          | Nederlands | Door en uit het Vlaams Parlement                                                                               | Vervangt vanaf 13 december 2024 Sander Loones, die burgemeester wordt in Koksijde. |
| Koen Dillen             | N-VA          | Nederlands | Door en uit het Vlaams Parlement                                                                               | |
| Andries Gryffroy        | N-VA          | Nederlands | Door en uit het Vlaams Parlement                                                                               | Ondervoorzitter. |
| Andy Pieters            | N-VA          | Nederlands | Door en uit het Vlaams Parlement                                                                               | |
| Ine Tombeur             | N-VA          | Nederlands | Door en uit het Vlaams Parlement                                                                               | Vervangt vanaf 13 december 2024 Nadia Sminate, die burgemeester wordt in Londerzeel. |
| Karl Vanlouwe           | N-VA          | Nederlands | Door en uit het Vlaams Parlement                                                                               | Voorzitter van de N-VA-fractie. |
| Griet Vanryckegem       | N-VA          | Nederlands | Door en uit het Vlaams Parlement                                                                               | Vervangt vanaf 13 december 2024 Inge Brocken, die schepen wordt in Beveren-Kruibeke-Zwijndrecht. |
| Valérie De Bue          | MR            | Frans      | Door en uit het Waals Parlement                                                                                | Van 25 juli 2024 tot 21 februari 2025 voorzitter van de Senaat en voorzitter van de commissie Institutionele Aangelegenheden en vanaf 21 februari 2025 ondervoorzitter.                                                                          |
| Philippe Dodrimont      | MR            | Frans      | Door en uit het Waals Parlement                                                                                | |
| Véronique Durenne       | MR            | Frans      | Door en uit het Parlement van de Franse Gemeenschap                                                            | Vervangt vanaf 13 december 2024 Marie-Christine Marghem, die ontslag had genomen uit het Waals Parlement en het Parlement van de Franse Gemeenschap. Vanaf 21 februari 2025 voorzitter van de Transversale Aangelegenheden - Gewestbevoegdheden. |
| Anne-Charlotte d'Ursel  | MR            | Frans      | Door en uit de Franse taalgroep van het Brussels Hoofdstedelijk Parlement                                      | |
| Viviane Teitelbaum      | MR            | Frans      | Gecoöpteerd | |
| Stéphanie Thoron        | MR            | Frans      | Door en uit het Waals Parlement                                                                                | |
| Gaëtan Van Goidsenhoven | MR            | Frans      | Door en uit het Parlement van de Franse Gemeenschap                                                            | Voorzitter van de MR-fractie. |
| Jean-Paul Wahl          | MR            | Frans      | Door en uit het Parlement van de Franse Gemeenschap                                                            | |
| Liesa Scholzen          | ProDG         | Duits      | Door en uit het Parlement van de Duitstalige Gemeenschap                                                       | ProDG vormt een technische fractie met de MR. |
| Yves Buysse             | Vlaams Belang | Nederlands | Door en uit het Vlaams Parlement                                                                               | Ondervoorzitter tot 21 februari 2025 en bureaulid vanaf 21 februari 2025. |
| Bob De Brabandere       | Vlaams Belang | Nederlands | Door het Vlaams Parlement uit de Nederlandse taalgroep van het Brussels Hoofdstedelijk Parlement               | |
| Johan Deckmyn           | Vlaams Belang | Nederlands | Door en uit het Vlaams Parlement                                                                               | |
| Kristof Slagmulder      | Vlaams Belang | Nederlands | Door en uit het Vlaams Parlement                                                                               | Vervangt vanaf 13 december 2024 Ilse Malfroot, die schepen wordt in Ninove. |
| Klaas Slootmans         | Vlaams Belang | Nederlands | Door en uit het Vlaams Parlement                                                                               | Vanaf 25 juli 2024 voorzitter van de Vlaams Belang-fractie. |
| Anke Van dermeersch     | Vlaams Belang | Nederlands | Door en uit het Vlaams Parlement                                                                               | |
| Wim Verheyden           | Vlaams Belang | Nederlands | Door en uit het Vlaams Parlement                                                                               | |
| Hans Verreyt            | Vlaams Belang | Nederlands | Gecoöpteerd | Tot 21 februari 2025 voorzitter van de Transversale Aangelegenheden - Gewestbevoegdheden. |
| Fatima Ahallouch        | PS            | Frans      | Gecoöpteerd | Vervangt vanaf 23 mei 2025 Malik Ben Achour, die op 29 april 2025 door de decumulregels van zijn partij ontslag nam als senator, aangezien hij zijn senatorschap combineerde met zijn schepenambt in Verviers.                                   |
| Nadia El Yousfi         | PS            | Frans      | Door en uit het Parlement van de Franse Gemeenschap                                                            | |
| Hasan Koyuncu           | PS            | Frans      | Door en uit de Franse taalgroep van het Brussels Hoofdstedelijk Parlement                                      | |
| Anne Lambelin           | PS            | Frans      | Door en uit het Waals Parlement                                                                                | Vanaf 25 juli 2024 voorzitter van de PS-fractie. |
| Özlem Özen              | PS            | Frans      | Door en uit het Parlement van de Franse Gemeenschap                                                            | |
| Thierry Witsel          | PS            | Frans      | Door en uit het Waals Parlement                                                                                | |
| Jamila Ammi             | PVDA-PTB      | Frans      | Door en uit het Waals Parlement                                                                                | |
| Alice Bernard           | PVDA-PTB      | Frans      | Door en uit het Parlement van de Franse Gemeenschap                                                            | Vanaf 25 juli 2024 voorzitter van de PVDA-PTB-fractie. |
| Debby Burssens          | PVDA-PTB      | Nederlands | Door en uit het Vlaams Parlement                                                                               | |
| Antonio Cocciolo        | PVDA-PTB      | Frans      | Gecoöpteerd | Bureaulid vanaf 9 oktober 2024. |
| Raf Van Gestel          | PVDA-PTB      | Nederlands | Door en uit het Vlaams Parlement                                                                               | |
| Patricia Van Walle      | PVDA-PTB      | Frans      | Door en uit het Parlement van de Franse Gemeenschap                                                            | |
| Vincent Blondel         | Les Engagés   | Frans      | Door en uit het Waals Parlement                                                                                | Vanaf 21 februari 2025 voorzitter van de Senaat en voorzitter van de commissie Institutionele Aangelegenheden. |
| Caroline Desalle        | Les Engagés   | Frans      | Door en uit het Parlement van de Franse Gemeenschap                                                            | |
| Elhadj Moussa Diallo    | Les Engagés   | Frans      | Door het Parlement van de Franse Gemeenschap uit de Franse taalgroep van het Brussels Hoofdstedelijk Parlement | |
| Anne-Catherine Goffinet | Les Engagés   | Frans      | Door en uit het Waals Parlement                                                                                | Vanaf 25 juli 2024 voorzitter van de Les Engagés-fractie. |
| Marie-Claire Mvumbi     | Les Engagés   | Frans      | Gecoöpteerd | |
| Benjamin Dalle          | CD&V          | Nederlands | Door het Vlaams Parlement uit de Nederlandse taalgroep van het Brussels Hoofdstedelijk Parlement               | Vanaf 25 juli 2024 voorzitter van de CD&V-fractie. |
| Bianca Debaets          | CD&V          | Nederlands | Gecoöpteerd | |
| Stijn De Roo            | CD&V          | Nederlands | Door en uit het Vlaams Parlement                                                                               | |
| Katrien Partyka         | CD&V          | Nederlands | Door en uit het Vlaams Parlement                                                                               | Vervangt vanaf 24 januari 2025 Joke Schauvliege, die gedeputeerde werd van de provincie Oost-Vlaanderen. |
| Peter Van Rompuy        | CD&V          | Nederlands | Door en uit het Vlaams Parlement                                                                               | |
| Nawal Maghroud          | Vooruit       | Nederlands | Door en uit het Vlaams Parlement                                                                               | |
| Katia Segers            | Vooruit       | Nederlands | Door en uit het Vlaams Parlement                                                                               | Vervangt vanaf 24 januari 2025 Burak Nalli, die schepen van Gent wordt. |
| Kelly Van Tendeloo      | Vooruit       | Nederlands | Door en uit het Vlaams Parlement                                                                               | |
| Kris Verduyckt          | Vooruit       | Nederlands | Door en uit het Vlaams Parlement                                                                               | Vanaf 25 juli 2024 voorzitter van de Vooruit-fractie. |
| Stephanie D'Hose        | Open Vld      | Nederlands | Door en uit het Vlaams Parlement                                                                               | Vanaf 25 juli 2024 voorzitter van de Open Vld-fractie. |
| Goedele Liekens         | Open Vld      | Nederlands | Gecoöpteerd | |
| Jasper Pillen           | Open Vld      | Nederlands | Door en uit het Vlaams Parlement                                                                               | Vervangt vanaf 24 januari 2025 Tom Ongena, die schepen wordt in Sint-Katelijne-Waver. |
| Celia Groothedde        | Groen         | Nederlands | Door het Vlaams Parlement uit de Nederlandse taalgroep van het Brussels Hoofdstedelijk Parlement               | Vanaf 25 juli 2024 voorzitter van de Ecolo-Groen-fractie. |
| Eva Platteau            | Groen         | Nederlands | Door en uit het Vlaams Parlement                                                                               | Vervangt vanaf 13 december 2024 Fourat Ben Chikha. |
| Hajib El Hajjaji        | Ecolo         | Frans      | Door en uit het Parlement van de Franse Gemeenschap                                                            | |